# Carlo Domeniconi
Carlo Domeniconi (nacido el 20 de febrero de 1947) es un guitarrista y compositor italiano. Ha compuesto obras para una gran variedad de instrumentos, aunque es conocido principalmente por sus obras para guitarra solista, particularmente por la Suite Koyunbaba. Sus composiciones se caracterizan por la influencia de músicas de diferentes culturas. Su obra explora una gran variedad de estilos musicales tradicionales de Turquía, India, Brasil, entre muchos otros.

## Biografía
Domeniconi nació en Cesena, Italia. Recibió sus primeras clases formales de guitarra en 1960 con Carmen Lenzi Mozzani, nieta del famoso guitarrista y luthier Luigi Mozzani. Bajo su tutela, hizo rápidos progresos,  y ganó el primer premio en el Festival Internacional de Guitarra de Ancona, en las ediciones de 1960 y 1962. Después de graduarse del Conservatorio de Rossini en Pesaro, Domeniconi dejó Italia para estudiar en Berlín Del oeste, Alemania. Allí estudió composición con Heinz Friedrich Hartig en el Berliner Hochschule für Musik. Después de graduarse en 1969, Domeniconi tomó un cargo de profesor en Berlín, el cual mantuvo hasta 1992. Ya desde la década de los 60', Domeniconi se interesó profundamente en la música tradicional turca, la cual estudió in situ entre 1977 y 1980, estableciendo y dirigiendo el primer curso de guitarra clásica en el Conservatorio Estatal de la Universidad de Estambul, además de haber realizado muchos viajes cortos a Estambul realizados en un período de 15 años.

## Obra
La lista de composiciones publicadas por Domeniconi incluye más de 150 piezas. La mayoría son para guitarra solista, dúos o tríos de guitarras. Una de las características que definen a Domeniconi en su música es la exploración de varios estilos nacionales, los cuales incluyen turcos (Koyunbaba, Variaciones en un Anatolian Folk Canción, Sonatina turca, Oyun), indio (Gita, Dhvani), varios estilos sudamericanos (Suite Sud Americana, Vidala, Sonido), y muchos otros.
Una de las obras inspiradas en la música turca es la suite Koyunbaba compuesta entre 1985 y 1986. Esta pieza en cuatro movimientos (Moderato, Mosso, Andante y Presto) se volvió su obra más célebre. Durante la década de los 90' particularmente, fue frecuentemente programada en conciertos y grabada por numerosos intérpretes, entre ellos John Williams, quien probablemente fue quien más contribuyó a su popularización. Esta obra surgió como una improvisación, y el mismo compositor suele interpretarla cada vez de manera diferente, variando ligeramente la estructura de la misma, repitiendo u omitiendo algunos fragmentos. La pieza lleva el nombre de un santo turco, Koyunbaba, así también como la de una bahía sobre el Mar Egeo, donde se dice que vivió este santo. Domeniconi ha dicho que Koyunaba es una suite pastoral, y que se ha inspirado en la belleza natural de esta pequeña bahía.
La música didáctica ha sido un campo particularmente importante  para Domeniconi, por lo que ha escrito varias obras para los jóvenes intérpretes principiantes, como lo son Klangbilder (Cuadros de Sonido), 24 Preludios, y Eine kleine Storchsuite.

## Discografía seleccionada
- Concierto de Berlinbul @– Koyunbaba (1991) programa de cubierta
- Sindbad @– Ein Märchen für Gitarre (kr 1001, Kreuzberg)
- Tocar o no tocar (kr 5004, Kreuzberg)
- Watermusic (Carlo Domeniconi & Silvia Ocougne) (kr 1002, Kreuzberg)
- Movimiento en Círculos, Música de Cuarto 1989@–1995 (kr 10019, Kreuzberg)
- El Trino del Diablo (kr 1004, Kreuzberg)
- Obras seleccionadas I (conocido 1001, Coproducción: edición ex tempore, Berlín &  HOMA dream, Japón)
- Obras seleccionadas II (conocido 1002, Coproducción: la edición ex tempore, Berlín &  HOMA dream, Japón)
- Obras seleccionadas I - Guitarra solista, 2005 (met 1001)
- Obras seleccionadas II  - Guitarra solista, 2005, 2005 (met 1002)
- Obras seleccionadas III  – Música para dos guitarras, 2006 (met 1003)
- Obras seleccionadas IV - Música de cámara, 2009 (met 1004)
- Obras seleccionadas V  – 25 años Koyunbaba, 2009 (met 1005)
- Concierto Mediterráneo (1993) op.67 (Hänssler CD 98.347, Hänssler CLASSIC)

## Publicaciones
- Carlo Domeniconi – Berlinbul Concerto – Doppelkonzert für Saz, Gitarre und Orchester, op. 29 from edition ex tempore, Berlin
- Carlo Domeniconi – Suite Pittoresca – Für Bassklarinette, Gitarre und Streichorchester from edition ex tempore, Berlin